# Montreal Wanderers
Montreal Wanderers – kanadyjski klub hokeja na lodzie z siedzibą w Montrealu, działający w latach 1903–1918, jeden z założycieli National Hockey League.

## Historia
Drużyna została założona w 1903 roku. Drużyna była jednym z założycieli ligi NHL i była jedną z czterech drużyn, które grały w pierwszym sezonie tej ligi. Rozegrali w niej tylko sześć meczów, gdyż ich hala – Montreal Arena spłonęła 2 stycznia 1918 roku. Po tym zespół popadł w kłopoty i ostatecznie w 1918 roku przestał istnieć. Drużyna grała w czterech ligach: Federal Amateur Hockey League, Eastern Canada Amateur Hockey Association, National Hockey Association i National Hockey League.

## Osiągnięcia
- Mistrzostwo Ligi:
  - Mistrzostwo Federal Amateur Hockey League: 1904
  - Mistrzostwo Eastern Canada Amateur Hockey Association: 1907, 1908
  - Mistrzostwo National Hockey Association: 1910

- Puchar Stanleya: 1906, 1907, 1907/08, 1910